# Andrea Corsini
Svatý Andrea Corsini (počeštěně Ondřej Corsini; 1301 Florencie – 6. ledna 1374 Fiesole) byl italský karmelitán, biskup ve Fiesole. Katolická církev ho oslavuje jako svatého.

## Život
Pocházel ze šlechtického rodu Corsiniů a v roce 1318 vstoupil do kláštera ve Florencii. Roku 1328 byl vysvěcen na kněze a odešel do Paříže, kde studoval teologii a filozofii. Byl přijat i u avignonského dvora.
V roce 1332 se vrátil do Florencie a stal se priorem karmelitánského kláštera. Biskupem ve Fiesole byl jmenován v roce 1349. Papež bl. Urban V. ho jako legáta vyslal do Bologni, kde měl uklidnit napjatou situaci mezi znepřátelenými frakcemi.

## Kult
Corsini byl blahořečen v roce 1440 a kanonizován 22. dubna 1629 Urbanem VIII. Jeho ostatky jsou uloženy v Cappella Corsini v bazilice Santa Maria del Carmine ve Florencii.
Jeho svátek je slaven 4. února.